# South Webster
South Webster är en by (village) i Scioto County i Ohio. Vid 2010 års folkräkning hade South Webster 866 invånare.